# Sisbex
O SISBEX é o sistema de negociação eletrônica de dólares da B3. Também gerenciava a negociação de títulos públicos na Bolsa de Valores do Rio de Janeiro (BVRJ).
Integra a Clearing de Ativos, um dos três sistemas de compensação e de liquidação de operações ("clearings") da B3, juntamente com a Clearing de Derivativos e a Clearing de Câmbio. Estas Clearings atuam em conjunto com o Banco BM&F para assegurar o bom funcionamento dos mercados da companhia, pela liquidação de todas as operações realizadas e das obrigações delas decorrentes.
As operações são liquidadas por compensação multilateral ("netting", tendo a respectiva clearing como contraparte central), o que reduz o número de ordens de pagamento que as instituições necessitam efetuar para liquidar as suas operações, com a consequente redução de custos de transação e dos riscos de operação.
A Clearing de Ativos realiza o registro, a compensação, a liquidação e o gerenciamento de risco de operações com títulos públicos federais emitidos pelo governo brasileiro, dentre as quais operações definitivas de compra e venda (com liquidação à vista ou em data futura), operações compromissadas tendo os referidos títulos como lastro e operações de empréstimo desses títulos. As operações registradas nesta Clearing podem ser contratadas pelos clientes em negociações privadas (mercado de balcão) ou por meio da inserção de ofertas no SISBEX.